# Валя-луй-Влад
Валя-луй-Влад (рум. Valea lui Vlad) — село у Синжерейському районі Молдови. Входить до складу комуни, адміністративним центром якої є село Думбревіца.

## Населення
За даними перепису населення 2004 року у селі проживали 408 осіб.
Національний склад населення села:
| Національність   | Кількість осіб | Відсоток   |
| ---------------- | -------------- | ---------- |
| молдавани румуни | 400 1          | 98,0% 0,2% |
| цигани           | 7              | 1,7%       |
| Всього           | 408            | 100%       |